# جون جاليانو
جون جاليانو (بالإنجليزية: John Galliano)‏ هو مصمم أزياء تقليدية ومصمم أزياء بريطاني، ولد في 28 نوفمبر 1960 في جبل طارق في المملكة المتحدة.

## وصلات خارجية
- الموقع الرسمي
- جون جاليانو على موقع IMDb (الإنجليزية)
- جون جاليانو على موقع الموسوعة البريطانية (الإنجليزية)
- جون جاليانو على موقع مونزينجر (الألمانية)
- جون جاليانو على موقع إن إن دي بي (الإنجليزية)
- جون جاليانو على موقع ديسكوغز (الإنجليزية)
- جون جاليانو على موقع قاعدة بيانات الفيلم (الإنجليزية)